# 薩摩吉田インターチェンジ

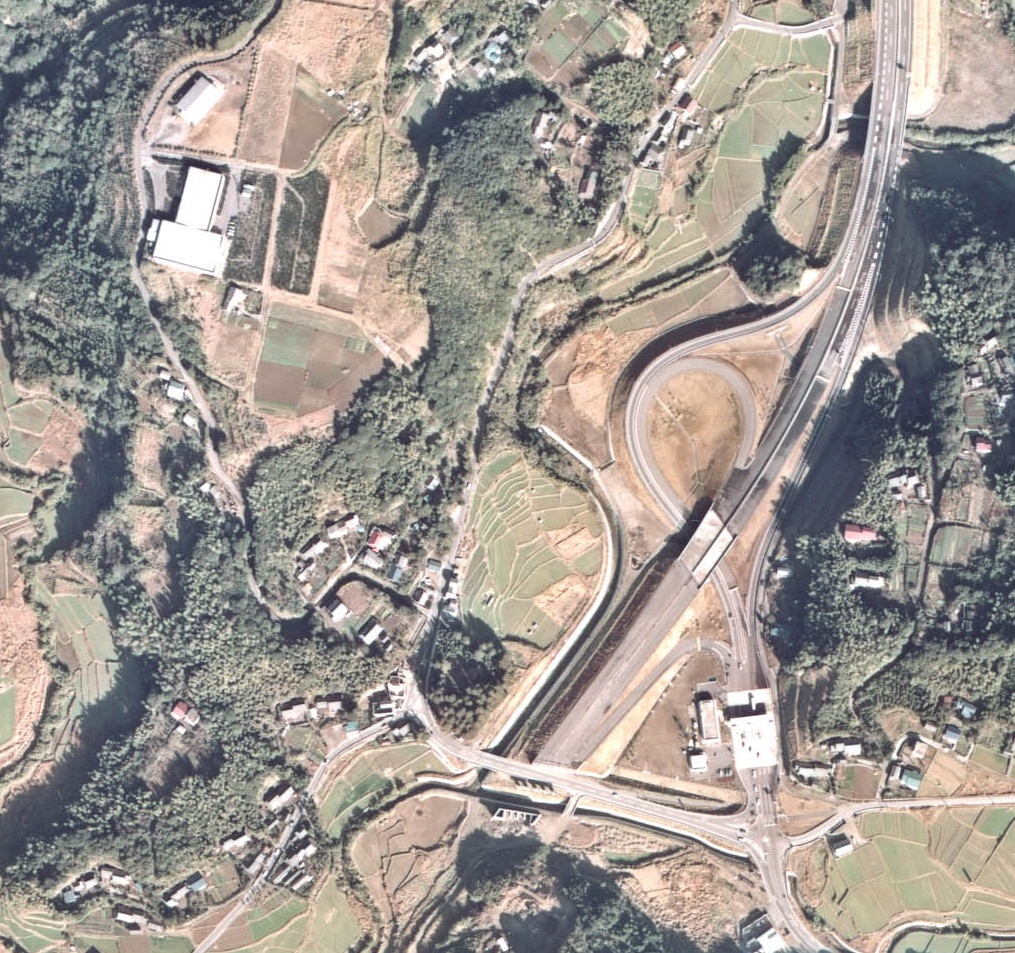
1974年当時の航空写真。当時は熊本方面のみが開通していた。

薩摩吉田インターチェンジ（さつまよしだインターチェンジ）は、鹿児島県鹿児島市宮之浦町（旧・鹿児島郡吉田町）にある九州自動車道のインターチェンジである。
東名高速道路の吉田インターチェンジとの区別から、薩摩吉田ICとなった。鹿児島市北部の吉野町を縦貫する鹿児島県道16号線を経由して鳥越トンネルの市街地側へ連絡している。

## 道路
- E3 九州自動車道（27番）

## 歴史
- 1968年（昭和43年）4月1日 : 鹿児島・加治木間（25km）に工事施行命令が出される[1]。
- 1973年（昭和48年）12月 : 加治木IC - 薩摩吉田IC間開通に伴い供用開始[1][2]。鹿児島県初の高速道路の開通区間となった[3]。
- 1977年（昭和52年）11月 : 薩摩吉田IC - 鹿児島北IC間開通[2]。

## 利用状況
薩摩吉田インターチェンジの年度別の1日平均の利用状況を以下に記す。
| 年度               | 流入  | 流出  | 合計  |
| ------------------ | ----- | ----- | ----- |
| 1985年（昭和60年） | 2,668 | 2,507 | 5,175 |
| 1989年（平成1年）  | 2,843 | 2,618 | 5,461 |
| 1993年（平成5年）  | 3,942 | 3,721 | 7,663 |
| 1998年（平成10年） | 4,022 | 3,995 | 8,017 |
| 2003年（平成15年） | 3,757 | 3,698 | 7,455 |
| 2008年（平成20年） | 3,603 | 3,573 | 7,176 |
| 2011年（平成23年） | 4,024 | 3,980 | 8,004 |

## 接続する道路
- 鹿児島県道16号鹿児島吉田線

## 料金所
ブース数：6

### 入口
- ブース数：3
  - ETC専用：1
  - ETC/一般：1
  - 一般：1

### 出口
- ブース数：3
  - ETC専用：1
  - 一般：2

## 周辺
- 鹿児島市立宮小学校
- 宮之浦保育所
- ヤマト運輸薩摩吉野営業所[6]
- 新日本科学

## 路線バス
- 南国交通

## 隣
E3 九州自動車道
(26)姶良IC - (27)薩摩吉田IC - 鹿児島TB - (28)鹿児島北IC